# Liste der Biografien/Ii
Liste der Biografien |
Portal Biografien |
Personensuche
# |
A |
B |
C |
D |
E |
F |
G |
H |
I |
J |
K |
L |
M |
N |
O |
P |
Q |
R |
S |
T |
U |
V |
W |
X |
Y |
Z |
?
 
Ia |
Ib |
Ic |
Id |
Ie |
If |
Ig |
Ih |
Ii |
Ij |
Ik |
Il |
Im |
In |
Io |
Ip |
Iq |
Ir |
Is |
It |
Iu |
Iv |
Iw |
Ix |
Iy |
Iz
Die Liste der Biografien führt alle Personen auf, die in der deutschsprachigen Wikipedia einen Artikel haben. Dieses ist eine Teilliste mit 76 Einträgen von Personen, deren Namen mit den Buchstaben „Ii“ beginnt.

## Ii
- ʻĪʻī, John Papa (1800–1870), hawaiischer Pädagoge, Politiker und Historiker
- Ii, Naomasa (1561–1602), japanischer Krieger
- Ii, Naosuke (1815–1860), Tairō, Daimyō von Hikone und TeemeisterIi Naosuke (1815–1860)

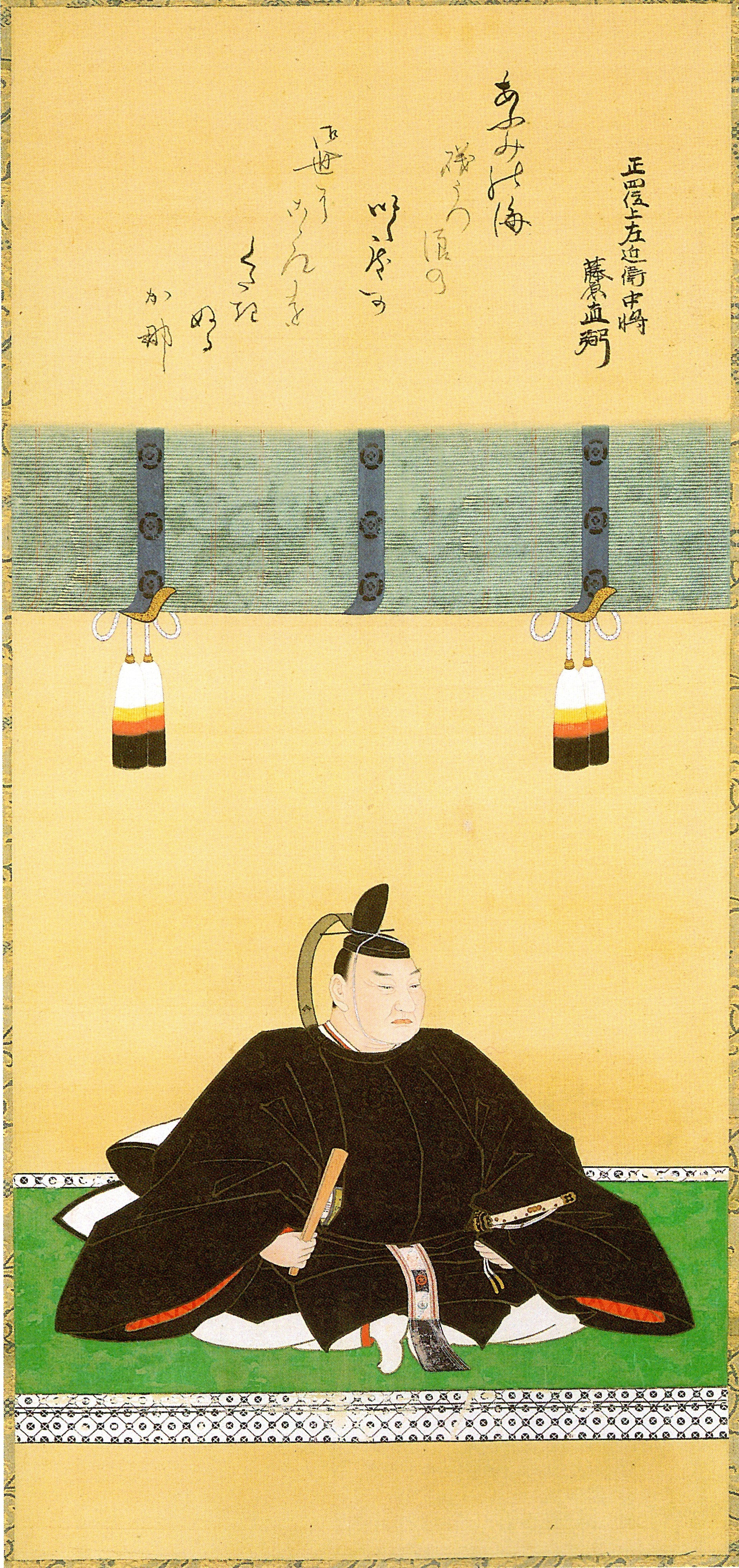
Ii Naosuke (1815–1860)

- Ii, Yōhō (1871–1932), japanischer Schauspieler

### Iid
- Iida, Akira (* 1969), japanischer Rennfahrer
- Iida, Chōko (1897–1972), japanische Filmschauspielerin
- Iida, Dakotsu (1885–1962), japanischer Dichter
- Iida, Ei (* 1967), japanische Tennisspielerin
- Iida, Hirotaka (* 1982), japanischer Fußballspieler
- Iida, Jōji (* 1959), japanischer Filmregisseur, Drehbuchautor und Mangaka
- Iida, Jumpei (* 1981), japanischer Fußballschiedsrichter
- Iida, Kentaro (* 1998), japanischer Judoka
- Iida, Makoto (1933–2023), japanischer Unternehmer
- Iida, Masaki (* 1985), japanischer Fußballspieler
- Iida, Momo (1926–2011), japanischer Schriftsteller und politischer Aktivist
- Iida, Ran (* 1979), japanische Snowboarderin
- Iida, Rikuto (* 2005), japanischer Fußballspieler
- Iida, Ryō (* 1993), japanischer Fußballspieler
- Iida, Ryūta (1920–2007), japanischer Haiku-Dichter
- Iida, Satoshi (* 1969), japanischer Boxer im Superfliegengewicht
- Iida, Shōgo (* 1967), japanischer Fußballspieler
- Iida, Shōjirō (1888–1980), japanischer General
- Iida, Takahiro (* 1994), japanischer Fußballspieler
- Iida, Tatsumi (* 1985), japanischer Fußballspieler
- Iida, Tetsunari (* 1959), japanischer Nuklearwissenschaftler, Experte für erneuerbare Energien, Politikberater und Politiker
- Iida, Yoshikuni (1923–2006), japanischer Maler und Bildhauer
- Iida, Yūji (* 1992), japanischer Fußballspieler

### Iih
- Iihoshi, Akira (* 2002), japanischer Fußballspieler

### Iij
- Iijambo, Tangeni (* 1954), namibischer Politiker der SWANU
- Iijima, Kazuhisa (* 1970), japanischer Fußballspieler
- Iijima, Makoto (* 1971), japanischer Radrennfahrer
- Iijima, Riku (* 1999), japanischer Fußballspieler
- Iijima, Sumio (* 1939), japanischer Physiker
- Iijima, Toshinari (* 1960), japanischer Komponist

### Iik
- Iike, Shōgo (* 1988), japanischer Fußballspieler
- Iikkanen, Anni (* 2003), finnische Schauspielerin
- Iikubo, Haruna (* 1994), japanische Schauspielerin, Popsängerin und Model
- Iikura, Hiroki (* 1986), japanischer Fußballspieler

### Iim
- Iimeru, altägyptischer Goldschmied
- Iimori, Norichika (* 1963), japanischer Dirigent
- Iimura, Jō (1888–1976), japanischer Generalleutnant
- Iimura, Kazuki (* 2003), japanischer Florettfechter
- Iimura, Yoshinori (* 1981), japanischer Eishockeynationalspieler
- Iimuro, Yoshio (* 1925), japanischer Dreispringer

### Iin
- Iinefer, Prinz der altägyptischen 3. oder 4. DynastieIinefer

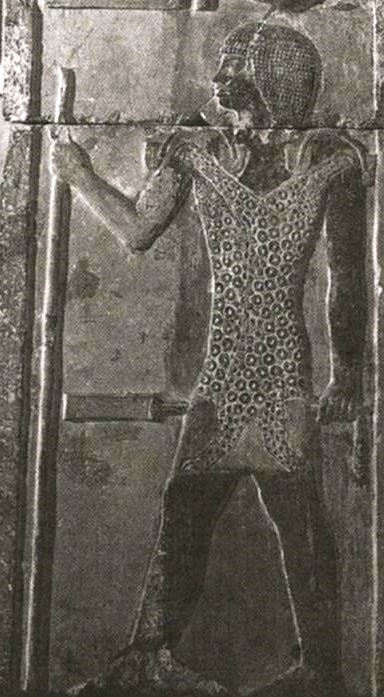
Iinefer

- Iino, Nanasei (* 1996), japanischer Fußballspieler
- Iino, Yoshitaka, japanischer Badmintonspieler
- Iinuma, Sadakichi (1854–1931), japanischer Ingenieur und Byakkotai-Mitglied
- Iinuma, Yokusai (1782–1865), japanischer Arzt und Botaniker

### Iio
- Iio, Kazunori (* 1982), japanischer Fußballspieler
- Iio, Kazuya (* 1980), japanischer Fußballspieler
- Iio, Ryūtarō (* 1991), japanischer Fußballspieler
- Iio, Sōgi (1421–1502), japanischer Dichter
- Iioka, Yukiko (* 1976), japanische Kamerafrau

### Iip
- Iipumbu, Herman, namibischer traditioneller Führer
- Iipumbu, Lucia (* 1975), namibische Politikerin

### Iir
- Iir, Sten-Erik (* 2007), estnischer Diskuswerfer

### Iis
- Iisalo, Joonas (* 1986), finnischer Basketballtrainer
- Iisalo, Tuomas (* 1982), finnischer BasketballtrainerTuomas Iisalo (* 1982)

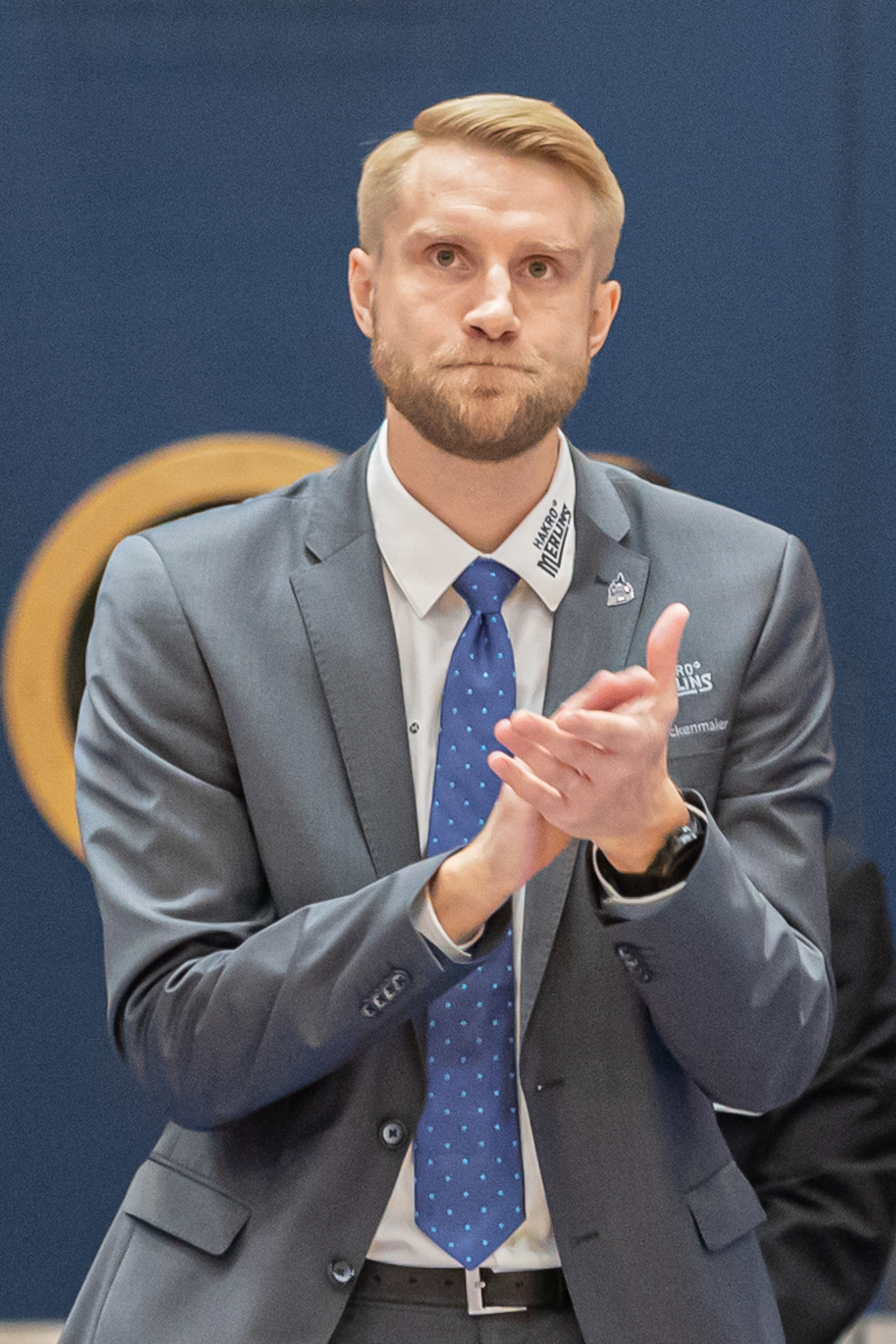
Tuomas Iisalo (* 1982)

### Iit
- Iitaka, Shigeru (* 1942), japanischer Mathematiker
- Iitoyo, japanische Herrscherin

### Iiv
- Iivanainen, Mikko (* 1975), finnischer Jazzgitarrist
- Iivula-Ithana, Pendukeni (* 1952), namibische Politikerin

### Iiy
- Iiyama, Yūgo (* 1986), japanischer Fußballspieler

### Iiz
- Iizasa, Ienao (1387–1488), japanischer Krieger
- Iizawa, Kazuto (* 2001), japanischer Mittel- und Langstreckenläufer
- Iizawa, Tadasu (1909–1994), japanischer Dramatiker und Essayist
- Iizuka, Hiroki (* 1978), japanischer Fußballspieler
- Iizuka, Kōji (1906–1970), japanischer Geograph und Kritiker
- Iizuka, Kōzō (1931–2024), japanischer Ingenieur
- Iizuka, Mayumi (* 1977), japanische Synchronsprecherin
- Iizuka, Shōkansai (1919–2004), japanischer Kunsthandwerker und lebender Nationalschatz
- Iizuka, Shōta (* 1991), japanischer Sprinter
- Iizuka, Yoshihito (* 2001), japanischer Fußballspieler
- Iizumi, Kamon (* 1960), japanischer Politiker
- Iizumi, Ryōya (* 1995), japanischer Fußballspieler